# طبله (رایانه)
رسانه ایست منطقاً معادل دیسک با نوک ثابت و تک استوانه‌ای بدین معنی که استوانه ایست با شیارهایی در سطح خارجی‌اش معمولاً برای هر شیار یک نوک خواندن / نوشتن وجود دارد و نیز ممکن است تعداد نوک‌ها از تعداد شیارها کمتر باشد که در این صورت نوک متحرک است. این رسانه را می‌توان حالت خاصی از دیسک تلقی کرد. همان پارامترهای دیسک در این رسانه نیز وجود دارند (غیر از تعداد استوانه در واحد که همیشه یک است) هر شیار به تعدادی سکتور تقسیم شده‌است زمان استوانه جویی در طبله‌های با نوک ثابت صفر است.
مثالی از ابعاد قطر: ۲۰–۸ اینچ طول: ۴–۲۵ فوت سرعت گردش: rpm۱۵۰۰–۴۰۰ چگالی: bpi۴۰۰۰ و نوک خواندن / نوشتن ۱ تا ۳ میلیون کاراکتر را در ثانیه می‌خواند /می‌نویسد. مخترع آن فردی اتریشی به اسم گوستاف تاوشک می باشد.

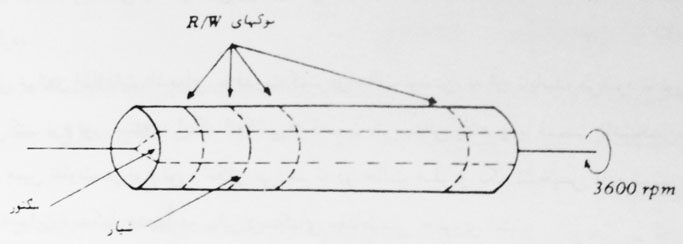
طبله

این رسانه از نوار و دیسک سریعتر، ولی ظرفیت آن کمتر است.

## موارد استفاده از طبله
- پیش از ایجاد حافظه‌های چنبره‌ای از طلبه به عنوان حافظه اصلی استفاده می‌شد (مثلاً در کامپیوترهای IBM/۶۵۰ و Burroughs/۲۰۵)
- برای ضبط نرم‌افزارهایی که ثابت بوده مرتباً مورد استفاده قرار می‌گیردند مثل مانیتورها برنامه‌های متصدی اشتباهات خواندن/نوشتن ناظر[۱] اشتباه یابی برنامه‌ها کامپایلرها برنامه‌های مرتب‌سازی و…
- برای ایجاد فایلهای موقت بسیار فعال[۲] مورد استفاده سیستم‌عامل کامپایلرها و سایر نرم‌افزاره
- به عنوان حافظه پشتیبان برای ماشین مجازی.[۳]